# Kåge
Kåge is een plaats in de gemeente Skellefteå in het landschap Västerbotten en de provincie Västerbottens län in Zweden. De plaats heeft 2205 inwoners (2005) en een oppervlakte van 249 hectare. De plaats ligt net ten noorden van de stad Skellefteå aan het Kågefjärden, een baai van de Botnische Golf. Door de plaats loopt de Europese weg 4.

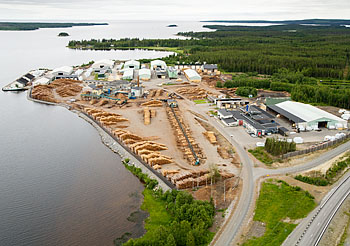
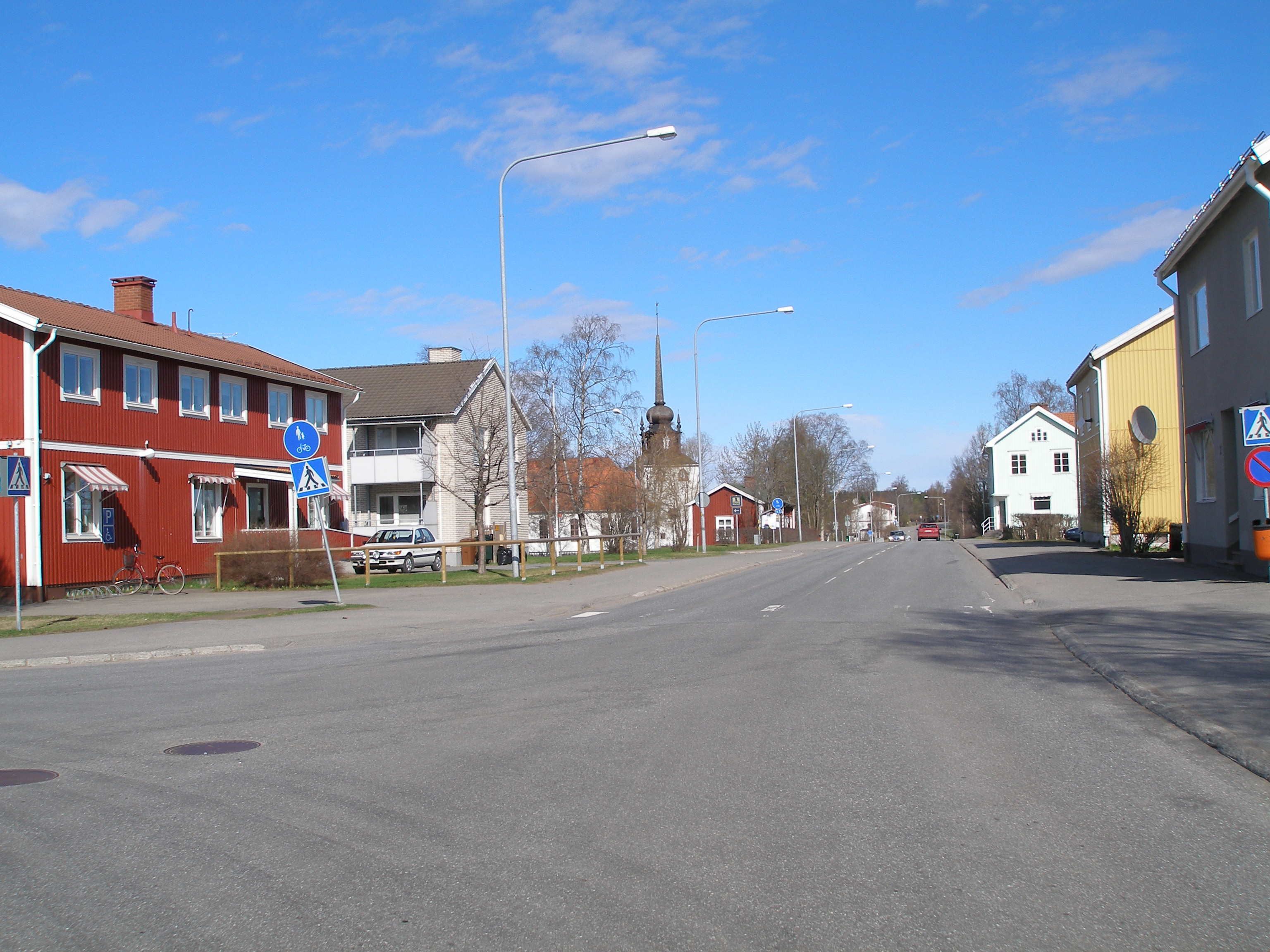